# アルマ・アタ宣言 (1991年)
アルマ・アタ宣言（アルマ・アタせんげん）は独立国家共同体（CIS）の設立宣言と根本方針であった。ロシアとウクライナ、ベラルーシの指導者は、1991年12月8日にベロヴェーシ合意に合意しており、CISを設立していた。1991年12月21日にロシア、ウクライナ、ベラルーシ、アルメニア、アゼルバイジャン、カザフスタン、キルギス、モルドバ、タジキスタン、トルクメニスタン、ウズベキスタンはアルマ・アタ宣言に合意し、CISに参加した。後者の合意は、追加された旧ソ連加盟国8か国同様に元々のベロヴェーシ合意署名国3か国を含んでいた。バルト3国のリトアニア、ラトビア、エストニアは1940年のソ連による併合は違法に組み込まれたものであるとして参加を拒否しグルジア(ジョージア)も、参加を見送った。
この宣言は宣言と3点の合意、別個の付属文書からなっていた。加えてエフゲニー・シャポシニコフ将軍（ソビエト連邦国防相）は独立国家共同体統合軍の事実上の司令官として確認された。付属条約は「核兵器に関する相互措置について」ベラルーシとカザフスタン、ロシア、ウクライナの間で調印された。
この宣言はソ連の崩壊を決定的なものとし、この宣言が発効された4日後の12月25日にゴルバチョフがソ連大統領を辞任、翌日26日にソ連は正式に解体された。

## 国家元首と政府の評議会に関する合意
国家元首と政府の評議会の参加と運営に関する暫定合意は、1991年12月30日に独立国家共同体の加盟国間で締結された。

## 戦略軍に関する合意
1991年12月30日に独立国家共同体の11か国で締結された。

## 軍隊と国境警備隊に関する合意
1991年12月30日に独立国家共同体加盟国間で締結された。

## 参照
1. ↑  “THE ALMA-ATA DECLARATION”. Federal Research Division / Country Studies / Area Handbook Series / Belarus / Appendix C.   Library of Congress. 2001年1月22日時点のオリジナルよりアーカイブ。2023年4月15日閲覧。
2. ↑  (Угода про спільні заходи щодо ядерної зброї). Verkhovna Rada. 21 December 1991
3. ↑  “独立国家共同体／ＣＩＳ”. www.y-history.net. 2025年8月17日閲覧。